# Вайнот (Небраска)
Вайнот (англ. Wynot) — селище (англ. village) в США, в окрузі Седар штату Небраска. Населення — 216 осіб (2020).

## Географія
Вайнот розташований за координатами 42°44′23″ пн. ш. 97°10′11″ зх. д. / 42.73972° пн. ш. 97.16972° зх. д. (42.739801, -97.169737).  За даними Бюро перепису населення США в 2010 році селище мало площу 0,48 км², уся площа — суходіл.

## Демографія
Згідно з переписом 2010 року, у селищі мешкало 166 осіб у 77 домогосподарствах у складі 51 родини. Густота населення становила 349 осіб/км².  Було 89 помешкань (187/км²).
Расовий склад населення:
| - 99,4 % — білих |

До двох чи більше рас належало 0,6 %. Частка іспаномовних становила 0,0 % від усіх жителів.
За віковим діапазоном населення розподілялося таким чином: 21,7 % — особи молодші 18 років, 51,8 % — особи у віці 18—64 років, 26,5 % — особи у віці 65 років та старші. Медіана віку мешканця становила 50,0 року. На 100 осіб жіночої статі у селищі припадало 93,0 чоловіків;  на 100 жінок у віці від 18 років та старших — 91,2 чоловіків також старших 18 років.
Середній дохід на одне домашнє господарство  становив 54 721 долар США (медіана — 37 083), а середній дохід на одну сім'ю — 63 612 долари (медіана — 52 188). Медіана доходів становила 50 500 доларів для чоловіків та 32 500 доларів для жінок. За межею бідності перебувало 7,8 % осіб, у тому числі 5,9 % дітей у віці до 18 років та 3,8 % осіб у віці 65 років та старших.
Цивільне працевлаштоване населення становило 90 осіб. Основні галузі зайнятості: фінанси, страхування та нерухомість — 20,0 %, сільське господарство, лісництво, риболовля — 17,8 %, освіта, охорона здоров'я та соціальна допомога — 14,4 %, роздрібна торгівля — 11,1 %.